# Jack Fletcher
Jack Andrew Davidson Fletcher (Manchester, 2007. március 19.) angol utánpótlás-válogatott labdarúgó, középpályás, a Manchester United játékosa.

## Pályafutása

### Klubcsapatokban
Jack Fletcher és ikertestvére, Tyler kilenc évet töltött a Manchester City akadémiájának tagjaként, mielőtt 2023 júliusában 1,25 millió font ellenében a Manchester Unitedhez szerződött. Ez az összeg korosztályos átigazolási rekord.
2023 novemberében edzett először együtt a felnőtt csapat keretével. 2024 áprilisában aláírta első profi szerződését a klubbal.
2024 augusztusában két gólt szerzett a Barnsley ellen a korosztályos Ligakupában, a Manchester U21-es csapatának 3–2-es győzelme során.

### A válogatottban
Jack Fletcher Skócia és Anglia utánpótlás válogatottjaiban is pályára lépett. Érdekesség, hogy 2023 februárjában ő az angol U16-os, ikertestvére pedig a skót U16-os válogatott tagjaként egymás ellen léptek pályára.
2023 novemberében szerezte első gólját ebben a korosztályban egy Feröer elleni 8–0-s győzelem során.
Részt vett a 2024-es U17-es Európa-bajnokságon, ahol az olaszok elleni negyeddöntőben a kezdőcsapatban is helyet kapott.
2024. szeptember 4-én az U18-as válogatottban is bemutatkozott.

## Családja
Édesapja a Manchester United korábbi nyolcvanszoros skót válogatott középpályása, Darren Fletcher. Ikertestvére, Tyler Fletcher szintén labdarúgó.